# Isabel Ventosa i Roig
Isabel Ventosa i Roig (Vilanova i la Geltrú, Garraf, 20 de novembre de 1834 - Barcelona, 2 d'abril de 1895) fou una religiosa, fundadora de la congregació de les Darderes. Ha estat proclamada serventa de Déu per l'Església catòlica.

## Biografia
Isabel Ventosa era una jove vilanovina, filla de Cristòfol Ventosa Huguet i Eulàlia Roig Carsí, que havia nascut al carrer de Bonaire, 36, la tercera de set germans. Durant l'epidèmia de còlera de 1854, que provocà un miler de morts a Vilanova, començà a tenir cura dels malalts i altres pobres, en un moment que no hi havia prou recursos per atendre'ls. Dos anys després, per continuar la seva vocació, entrà en la Causa Pia Francesc Darder, associació seglar de dones les membres de la qual es comprometien a viure en comunitat i a assistir com a infermeres les malaltes de l'Hospital de la Santa Creu de Barcelona. El mateix any 1856, però, el govern espanyol confiscà els béns de la Causa Pia: les associades deixaren de treballar a l'hospital i hagueren de guanyar-se la vida tenint cura de malalts a domicili.
Isabel Ventosa hi havia ingressat pensant que es tractava d'una congregació religiosa i en veure que no ho era, en va voler marxar, però el seu director espiritual li recomanà que hi continués, i ella volgué aprofitar l'associació per convertir-la en una congregació religiosa. Fou nomenada superiora de la comunitat i tingué una destacada actuació en l'assistència a les víctimes d'una nova epidèmia de còlera que assolà Barcelona el 1885.
L'acció de Ventosa per a transformar l'associació en institut religiós tingué un primer reconeixement quan fou acceptat el seu ingrés dins el Tercer Orde Regular de Sant Francesc. Les primeres constitucions de l'institut, anomenat de les Terciàries Franciscanes de la Nativitat de Nostra Senyora, conegudes com a Darderes, foren redactades pel bisbe de la Seu d'Urgell, Salvador Casañas i Pagès, el 1894. Foren aprovades l'11 d'abril de 1896, un any després de la mort de la fundadora, el 2 d'abril de 1895.
Vilanova i la Geltrú, la població en què havia nascut, donà el seu nom a un carrer de la ciutatː carrer de la Mare Isabel Ventosa.